# Royal Assent Act 1967
Il Royal Assent Act 1967 (c. 23) è un atto del Parlamento del Regno Unito che modifica la legge relativa al significato dell'assenso reale per consentire che le leggi del Parlamento del Regno Unito siano emanate tramite la pronuncia e la notifica di entrambe le Camere del Parlamento, e abroga il Royal Assent by Commission Act 1541. Ha ricevuto l'assenso reale il 10 maggio 1967.
L'atto non si applica all'assenso reale di alcuna legislazione approvata dal Parlamento scozzese, dal Parlamento gallese o dall'Assemblea dell'Irlanda del Nord (né dal suo predecessore, il Parlamento dell'Irlanda del Nord, che esisteva al momento dell'approvazione della legge) dopo l'istituzione della devoluzione.
Nulla nel Royal Assent Act del 1967 influisce sul potere del monarca di manifestare il proprio assenso reale di persona alla Camera dei Lord. La regina Vittoria fu l'ultima sovrana a farlo nel 1854.